# Radiografia oclusal
A radiografia oclusal é uma técnica radiográfica intrabucal executada por um aparelho de raios X odontológico.
O filme utilizado tem a dimensão de 5,7 x 7,6 cm, pode também ser utilizado um pequeno chassi que é colocado no plano oclusal.

## Terminologia e classificação
A terminologia utilizada para a radiografias oclusais é bastante confusa. O Glossário-Padrão Britânico de Termos Odontológicos não é claro em definir as várias projeções oclusais e as diferenças entre elas. O resultado é que existe pouca uniformidade na terminologia entre as diferentes publicações e instituições de ensino. A verificação das imagens é no sentido ântero posterior diferente das técnicas periapicais que são no sentido látero lateral  

### Oclusal total de maxila
Principais indicações clínicas 
- Avaliação periapical dos dentes anteriores superiores, principalmente em crianças como também em adultos, quando a execução da técnica periapical não pode ser realizada devido ao desconforto causado pelo filme perapical.
- Visualização dos dentes caninos não-erupcionados, dentes supranumerários, quando utilizado o princípio de paralaxe, para determinar a posição vestíbulo-palatal de dentes caninos não-erupcionados.
- Pode ser utilizada como uma projeção central, quando utilizado o princípio de paralaxe, para determinar a posição vestíbulo-palatal de dentes caninos não-erupcionados.
- Avaliação de fraturas dos dentes anteriores e do osso alveolar. Essa indicação é bastante utilizada em crianças que sofreram traumas pela facilidade de se posicionar o filme reto na boca do paciente.

Técnica e posicionamento
1. O paciente deve estar sentado, com a cabeça apoiada, com o palano oclusal na horizontal e paralelo ao solo, segurando o protetor de tireóide.
2. O filme, com o lado sensível voltado para cima, é colocado sobre as faces oclusais dos dentes inferiores. Pede-se ao paciente para ocluir suavemente. O filme é centralizado na boca do paciente com o seu longo eixo no sentido látero-lateral em adultos ântero-posterior em crianças.
3. O cabeçote de raios X é posicionado de modo que o feixe de raios X incida  na  glabela com angulação positiva de 65 a 70º em relação ao filme.